# Hoya micrantha
Hoya micrantha är en oleanderväxtart som beskrevs av Joseph Dalton Hooker. Hoya micrantha ingår i släktet Hoya och familjen oleanderväxter. Inga underarter finns listade i Catalogue of Life.